# Alawalpur
Alawalpur è una città dell'India di 7.172 abitanti, situata nel distretto di Jalandhar, nello stato federato del Punjab. In base al numero di abitanti la città rientra nella classe V (da 5.000 a 9.999 persone).

## Geografia fisica
La città è situata a 31° 25' 58 N e 75° 39' 3 E e ha un'altitudine di 231 m s.l.m..

## Società

### Evoluzione demografica
Al censimento del 2001 la popolazione di Alawalpur assommava a 7.172 persone, delle quali 3.760 maschi e 3.412 femmine. I bambini di età inferiore o uguale ai sei anni assommavano a 857, dei quali 487 maschi e 370 femmine. Infine, coloro che erano in grado di saper almeno leggere e scrivere erano 5.240, dei quali 2.887 maschi e 2.353 femmine.